# Ionoscopiformes
De Ionoscopiformes zijn een groep (orde) uitgestorven straalvinnige beenvissen, behorend tot de Halecomorphi. Ze leefden tussen het Midden-Trias en het Vroeg-Krijt (ongeveer 244 - 110 miljoen jaar geleden) en hun fossiele overblijfselen zijn gevonden in Europa, Azië, Noord-Amerika, Zuid-Amerika en Afrika.

## Beschrijving
Ionoscopiformes hadden meestal slanke lichamen en waren bijna een meter lang. Hoewel ze erg leken op de Amiiformes (vertegenwoordigd door de huidige Amia calva), werden de Ionoscopiformes gekenmerkt door een V-vormig rostraalbeen, gelijkend op een hoorn in het laterale deel. Er was ook een bepaald dermaal bot ('dermosfenotisch bot') dat bovenop het hoofd achter de oogkassen was geplaatst, dat deel uitmaakte van het schedelgewelf. Een uitsteeksel van dit bot maakte deel uit van de rand van de oogkas. De aanwezigheid van een ander bot ('supraotisch bot') in de achterkant van de schedel bracht deze vissen dichter bij talrijke uitgestorven vertegenwoordigers van de onderklasse Neopterygii. Het wandbeen was relatief langwerpig en de ogen werden beschermd door een scleraalring. De Ionoscopiformes bezaten ook talrijke supraneuralia, of delen van de wervels die zich boven de wervelbogen bevonden.

## Classificatie
De orde Ionoscopiformes werd in 1998 benoemd door Grande en Bemis, om plaats te bieden aan talrijke fossiele vormen uit het Mesozoïcum, die eerder werden toegeschreven aan de Amiiformes. Ionoscopiformes omvatten verschillende vissen met een slank lichaam en over het algemeen roofzuchtige gewoonten. Samen met de Amiiformes (momenteel alleen vertegenwoordigd door Amia calva) en de Parasemionotiformes, maken de Ionoscopiformes deel uit van de Halecomorphi, een groep vissen die heel dicht bij de huidige Teleostei staat.
De Ionoscopiformes verschenen voor het eerst in het Midden-Trias (Anisien, ongeveer 244 miljoen jaar geleden) van China, met basale geslachten als Robustichthys, Subortichthys en Asialepidotus. Een paar miljoen jaar later (Ladinien) verspreidden ze zich langs de kusten van de Tethysoceaan tot aan de zeeën van Europa (Heterolepidotus, Archaeosemionotus). Tijdens het Jura en het Vroeg-Krijt waren Ionoscopiformes wijdverbreid in Europese lagunes met geslachten als Ophiopsis, Ionoscopus, Furo, Sanctusichthys en Ophiopsiella. Tijdens het Vroeg-Krijt verspreidden Ionoscopiformen zich ook naar de zeeën van Amerika, met geslachten als Oshunia, Teoichthys, Macrepistius, Placidichthys en Quetzalichthys. Een endemische vorm Italophiopsis, met intermediaire kenmerken tussen Ophiopsis en Ionoscopus werd gevonden in de afzettingen van Pietraroja (Benevento).

## Families en geslachten
- Ainia
- Altmuehlfuro
- Archaeosemionotus
- Asialepidotus?
- Brachyichthys
- Cerinichthys
- Elongofuro
- Furo
- Heterolepidotus
- Holzmadenfuro
- Italophiopsis
- Ohmdenfuro
- Oligopleurus?
- Panxianichthys?
- Robustichthys?
- Sanctusichthys
- Schernfeldfuro
- Subortichthys
- Xingyia?
- Zandtfuro

- Ionoscopidae?
  - Ionoscopus
  - Oshunia
  - Quetzalichthys
  - Spathiurus
- Ophiopsidae / Ophiopsiellidae
  - Congophiopsis
  - Macrepistius?
  - Ophiopsis
  - Ophiopsiella
  - Placidichthys
  - Petalopteryx
  - Teoichthys